# Ca l'Esteve (Avinyonet del Penedès)
Ca l'Esteve és un edifici del nucli urbà de Sant Sebastià dels Gorgs, al municipi d'Avinyonet del Penedès (Alt Penedès), protegit com a bé cultural d'interès local.

## Descripció
Té planta rectangular i consta de planta baixa i un pis, amb coberta de teula àrab a dues vessants. La façana presenta una distribució d'obertures asimètrica. El portal d'accés és d'arc de mig punt amb dovelles de pedra. Les obertures restants són rectangulars. En conjunt respon a les característiques de l'arquitectura popular. A la façana de Ca l'Esteve, damunt la porta d'accés, hi figura la data del 1763.